# Daniel Le Grelle

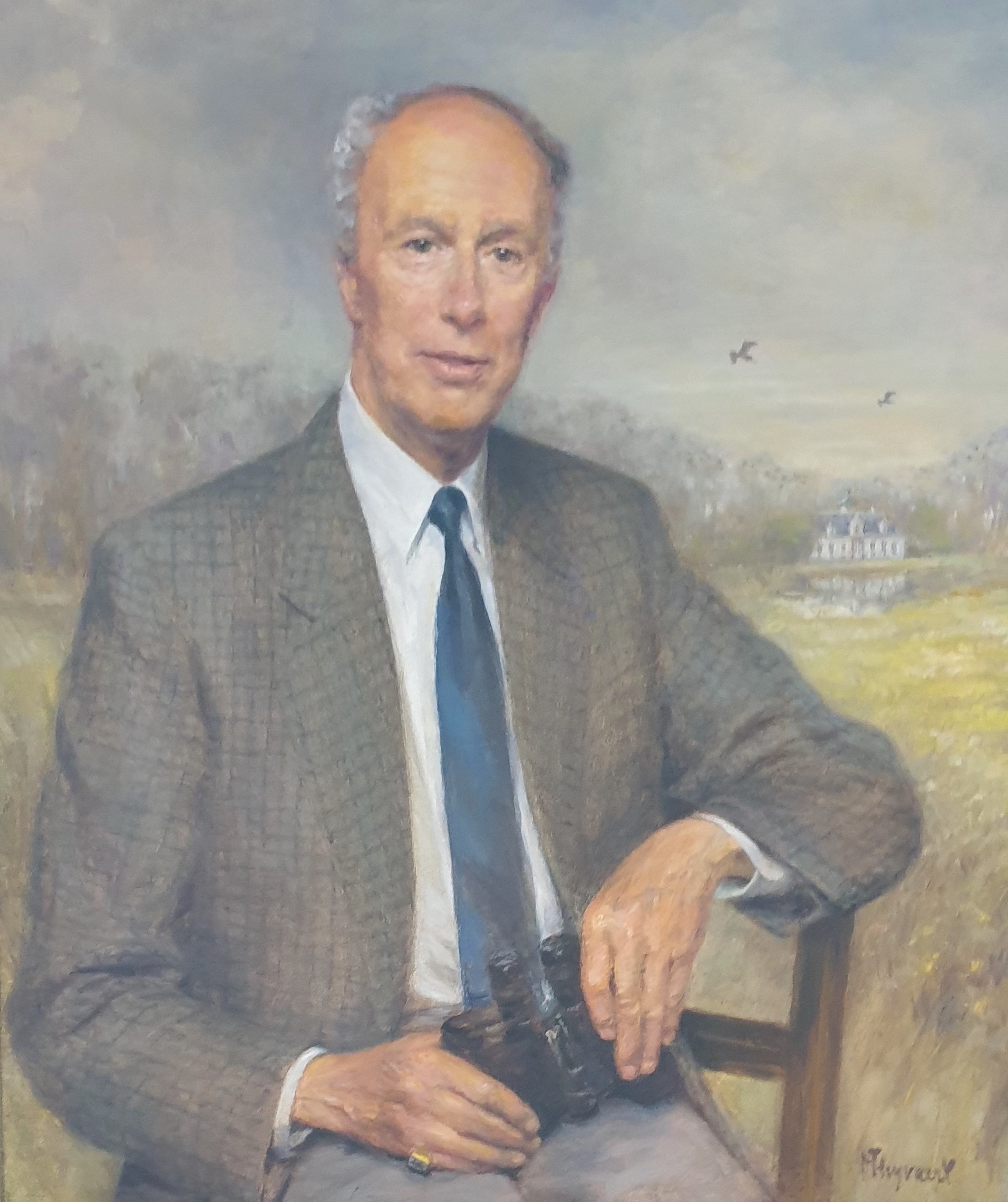
Portret door Marie-Thérèse Heyvaert

Graaf Daniel Le Grelle (Wilrijk, 20 juli 1922 - Berendrecht, 8 december 2018) behoorde tot de Antwerpse adellijke familie Le Grelle en speelde een belangrijke rol in het sociale leven van deze stad.

## Levensloop
Daniel Le Grelle was een zoon van Alfred-Victor Le Grelle (1872-1948), voorzitter van de nv De Vlijt, Gazet van Antwerpen, en van Zoé de la Croix d'Ogimont (1879-1968). Hij was een kleinzoon van Stanislas Le Grelle (1827-1908) en van Adelaïde de Villegas de Saint-Pierre-Jette (1839-1881).
Hij trouwde in 1948 met Marie-Thérèse van Delft (1926-2002), met wie hij drie kinderen kreeg. Hij scheidde van haar in 1969. Hij hertrouwde in 1973 met de kinderarts Gaby Boone (1923-2016).
Hij promoveerde tot doctor in de rechten en werd oorlogsvrijwilliger tijdens de Tweede Wereldoorlog. Hij werd beroepshalve voorzitter van het directiecomité van A.I.B. Vinçotte en was tevens bankbestuurder.
Le Grelle werd gemeenteraadslid in Antwerpen, eerst als onafhankelijke, vervolgens als vertegenwoordiger van de CVP. Hij werd verkozen in 1958 en bleef onafgebroken zetelen tot in 1988. Hij werd de stichter van de vereniging voor monumentenzorg Cornelis Floris, die zich voornamelijk om de Antwerpse monumenten bekommerde. Als gemeenteraadslid zette hij zich met succes in voor het behoud van de Poldergemeenten die vanwege de uitbreiding van de Antwerpse haven bedreigd waren met verdwijning (Berendrecht, Zandvliet, Lillo, Stabroek).
Hij was voorzitter van de Belgisch-Nederlandse Vereniging (BENEV) in Antwerpen. Hij kwam aan bod in de televisieserie De Blauwe Gids, gewijd aan de Belgische adel, waarin hij geportretteerd werd als een fervent natuurliefhebber. Hij bekommerde zich in het bijzonder om de in Berendrecht jaarlijks neerstrijkende reigerkolonies.
Daniel Le Grelle was gedurende een achttal jaren lid van de Adviescommissie voor de adellijke gunsten, waarvan hij voorzitter was, om het jaar afwisselend met een Franstalig collega. Hij zette zich actief in voor het in de adel opnemen van Vlaamse vooraanstaande personaliteiten.
In 1959 was hij medestichter van de Heemkundige Kring van de Antwerpse Polder en van het Poldermuseum. Hij was er decennialang voorzitter van en uiteindelijk erevoorzitter.
Hij was gedurende jaren lid van de raad van bestuur van het Belgisch Olympisch Comité, gaf er een nieuwe organisatievorm aan en noemde het voortaan Belgisch Olympisch en Interfederaal Comité (BOIC). Hij was voorzitter van de Provinciale Olympische Comités van het BOIC en van het Provinciaal Olympisch Comité Antwerpen.
De uitvaart van Daniel Le Grelle vond plaats op vrijdag 14 december 2018 in de Sint-Gertrudiskerk van Zandvliet en hij werd bijgezet in de familiekelder op het kerkhof aan de Schouwvegerstraat bij de voormalige Sint-Jan Baptistkerk in Berendrecht.